# فیلیپ پتن
آنری فیلیپ بِنونی اومِر ژوزف پتن (زادهٔ ۲۴ آوریل ۱۸۵۶ – درگذشته ۲۳ ژوئیه ۱۹۵۱) که عموماً با نام فیلیپ پتن (فرانسوی: filip petɛ̃؛ انگلیسی: Philippe Pétain) (تلفظ فرانسوی: فیلیپ پِتا) شناخته می‌شود، معروف به مارشال پتن (فرانسوی: Maréchal Pétain؛ انگلیسی: Marshal Pétain) و مارشال قدیم (فرانسوی: le vieux Maréchal؛ انگلیسی: The Old Marshal) افسر ژنرال و سیاستمدار فرانسوی بود که در پایان جنگ جهانی اول به مقام مارشال فرانسه رسید و در طی آن به شیر وردون (فرانسوی: le lion de Verdun) معروف شد. او سپس از سال ۱۹۴۰ تا ۱۹۴۴ ریاست کشور فرانسه ویشی فعالیت کرد. پتن که در سال ۱۹۴۰، ۸۴ ساله بود، به عنوان مسن‌ترین رئیس دولت فرانسه شناخته می‌شود.
او در ۱۸۷۶ به ارتش فرانسه پیوست و تحصیلات نظامی خود را در مدرسهٔ نظامی سَن-سیر و مدرسهٔ عالی جنگ پاریس انجام داد. در جنگ جهانی اول از خود قابلیت زیادی نشان داد و در نبرد وردن پیروز شد. او را از آن پس «نجات‌بخش وردن» می‌نامیدند. در ۱۹۱۷ فرمانده کل نیروهای فرانسه شد و در ۱۹۱۸ لقب «مارشال فرانسه» گرفت. پس از پایان جنگ وزیر دفاع و وزیر مشاور شد. در جریان قدرت گرفتن نازی‌ها در آلمان، پتن از هواداران سیاست مدارا با آلمان بود.
پس از شکست فرانسه از آلمان نازی، مارشال پتن رئیس دولت ویشی شد.
پس از جنگ جهانی دوم و آزادی فرانسه در جریان محاکمهٔ سران حکومت ویشی، در تاریخ ۱۴ اوت ۱۹۴۵م، مارشال پتن فاتح نبرد «وِردن» در جنگ اول به جرم خیانت به وطن، تبعیت از دستورهای فاشیستیِ آلمان نازی و تبعید و کشتار یهودیان و غیره به اعدام محکوم شد؛ که البته به دلیل کهولت سن با دخالت ژنرال «دو گل»، حکم او به حبس ابد تغییر یافت. شاید چیزی که بیش از همه خشم مردم فرانسه را به دنبال داشت، دست‌دادن او با «هیتلر» بود و در دادگاه هم در این مورد بسیار صحبت شد. مارشال «پتن» تا پایان عمر در دژ نظامی محبوس بود و در سال ۱۹۵۱م در ۹۵ سالگی در زندان درگذشت؛ او که روزی قهرمان این مردم بود، کارش به‌جایی رسید که در دادگاه به سلب حیثیت نظامی محکوم شد؛ چیزی که برای او از مرگ هم بدتر بود! اگرچه هنوز در بین مورخان در مورد درست و غلط‌بودن تصمیمات «پتن» نظریات مختلفی وجود دارد، اما در بین عموم مردم به نظر چنین نیست؛ کمااین‌که به گزارش فرانس۲۴ هنوز برخی به مقبرهٔ او آسیب زده و به‌روی آن زباله، کثافات و غیره می‌ریزند!

## زندگانی
وی در یکی از بخش‌های پا-دو-کاله فرانسه که در جمهوری فرانسه بدان کمون‌های فرانسه گفته می‌شود در بخش کوشی-ا-لا-تور در خانواده‌ای فرهیخته زاده شد. این خانواده از قرن هجدهم در کمون کوشی-ا-لا-تور اقامت گزیدند.